# Station Collioure
Station Collioure is een spoorwegstation in de Franse gemeente Collioure.